# La Providencia, Salto de Agua
La Providencia är en ort i Mexiko.   Den ligger i kommunen Salto de Agua och delstaten Chiapas, i den sydöstra delen av landet, 800 km öster om huvudstaden Mexico City. La Providencia ligger 290 meter över havet och antalet invånare är 135.
Terrängen runt La Providencia är varierad. Runt La Providencia är det ganska tätbefolkat, med 54 invånare per kvadratkilometer. Närmaste större samhälle är El Tortuguero 1ra. Sección, 1,7 km nordost om La Providencia. Trakten runt La Providencia består till största delen av jordbruksmark.